# Diocesi di Celle di Proconsolare
La diocesi di Celle di Proconsolare (in latino Dioecesis Cellensis in Proconsulari) è una sede soppressa e sede titolare della Chiesa cattolica.

## Storia
Celle di Proconsolare, identificabile con le rovine di Aïn-Zouarin nell'odierna Tunisia, è un'antica sede episcopale della provincia romana dell'Africa Proconsolare, suffraganea dell'arcidiocesi di Cartagine.
La localizzazione di questa città è nota grazie ad una pietra miliare che ne ha rivelato il sito. Morcelli menziona un solo vescovo, Cipriano, che fu tra i prelati cattolici convocati a Cartagine dal re vandalo Unerico nel 484. Mesnage e Ferron invece attribuiscono a questa sede altri due vescovi, Onorio e Casto, che presero parte alla conferenza di Cartagine del 411, che vide riuniti assieme i vescovi cattolici e donatisti dell'Africa.
Morcelli menziona un'altra sede Cellensis, che colloca nella provincia romana di Bizacena. Secondo Ferron questa sede farebbe riferimento in realtà alla diocesi di Zella.
Dal 1993 Celle di Proconsolare è annoverata tra le sedi vescovili titolari della Chiesa cattolica; dal 1º giugno 1995 il vescovo titolare è Eugenio Arellano Fernández, M.C.C.I., vicario apostolico emerito di Esmeraldas.

## Cronotassi

### Vescovi
- Onorio † (menzionato nel 411)
  - Casto † (menzionato nel 411) (vescovo donatista)
- Cipriano † (menzionato nel 484)

### Vescovi titolari
- Félix María Torres Parra † (4 giugno 1966 - 25 aprile 1969 nominato vescovo di Sincelejo)
- Juan Ignacio Larrea Holguín † (17 maggio 1969 - 28 giugno 1980 succeduto vescovo di Ibarra)
- Felipe María Zalba Elizalde, O.P. † (18 dicembre 1980 - 29 febbraio 1984 nominato prelato di Chuquibamba)
- Ioan Robu (25 ottobre 1984 - 14 marzo 1990 nominato arcivescovo di Bucarest)
- Emilio Aranguren Echeverría (30 aprile 1991 - 1º aprile 1995 nominato vescovo di Cienfuegos)
- Eugenio Arellano Fernández, M.C.C.I., dal 1º giugno 1995